# Tujia

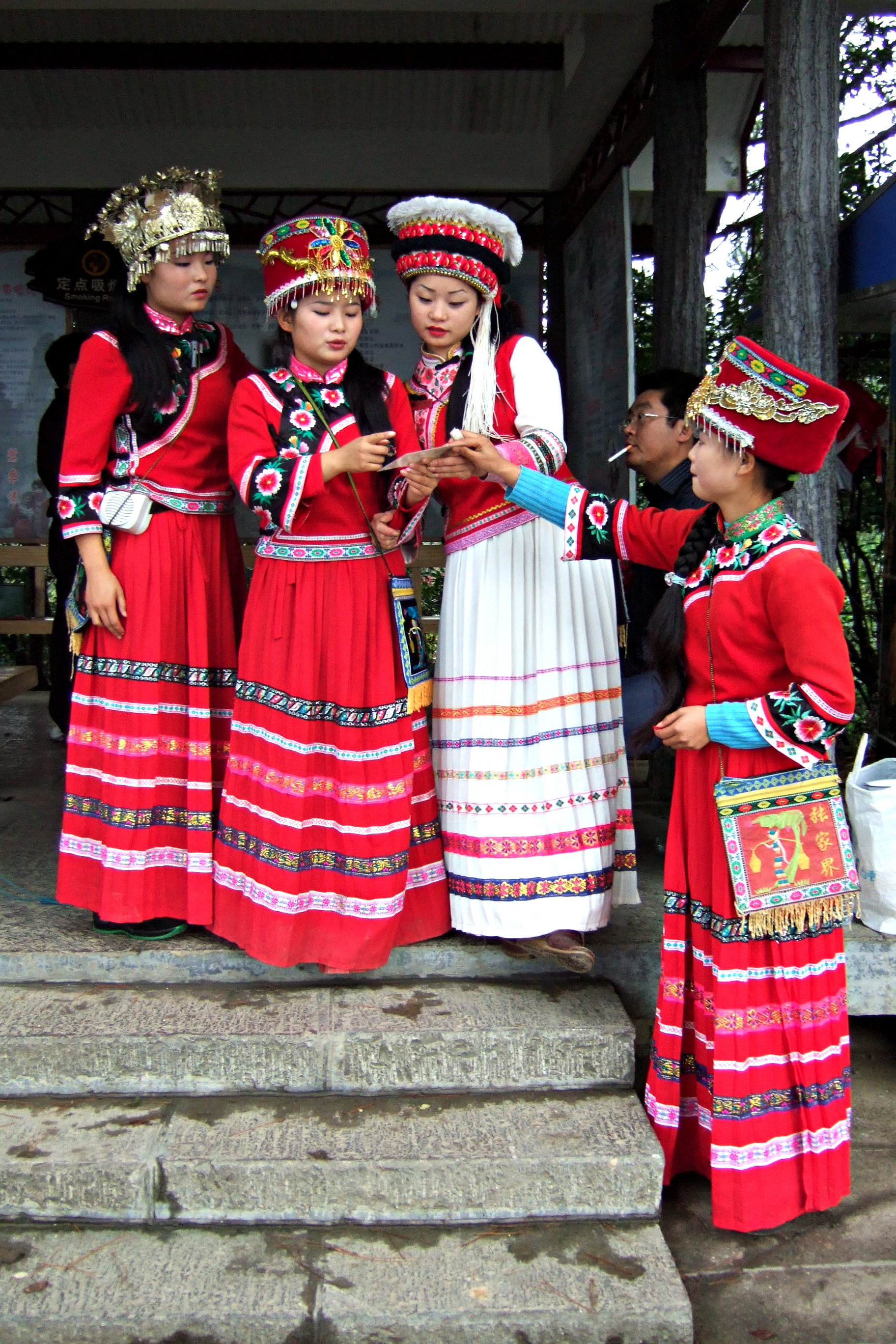
Kobiety Tujia w tradycyjnych strojach

Tujia (chiń. 土家族, nazwa we własnym języku Bizika) – chińska mniejszość etniczna licząca ok. 8 mln osób. Zamieszkuje góry Wuling Shan w chińskich prowincjach Hunan i Hubei. Jest zaliczana do oficjalnych 55. mniejszości w ChRL. Nazwa bizika oraz jej chińskie tłumaczenie (tujia) oznaczają „tubylców”.